# Ryan Trotman
Ryan Lara Trotman (Enschede, 27 juni 1999) is een Nederlands voetballer die doorgaans als vleugelaanvaller speelt. In 2021 debuteerde hij voor het Barbadiaans voetbalelftal.

## Carrière
Ryan Trotman speelde in de jeugd van EMOS, Quick '20 en FC Twente. Hij speelde voornamelijk bij Jong FC Twente. Trotman debuteerde voor FC Twente op 6 mei 2018, in de met 1-1 gelijkgespeelde thuiswedstrijd tegen NAC Breda. Hij begon in de basis en werd in de 60e minuut vervangen door Rashaan Fernandes.

## Statistieken
| Seizoen                        | Club           | Land           | Competitie     | Competitie | Competitie | Beker | Beker | Totaal | Totaal |
| Seizoen                        | Club           | Land           | Competitie     | Wed.       | Dlp.       | Wed.  | Dlp.  | Wed.   | Dlp.   |
| ------------------------------ | -------------- | -------------- | -------------- | ---------- | ---------- | ----- | ----- | ------ | ------ |
| 2017/18                        | FC Twente      | Nederland      | Eredivisie     | 1          | 0          | 0     | 0     | 1      | 0      |
| 2017/18                        | Jong FC Twente | Nederland      | Derde divisie  | 7          | 2          | 0     | 0     | 7      | 2      |
| 2018/19                        | FC Twente      | Nederland      | Eerste divisie | 0          | 0          | 0     | 0     | 0      | 0      |
| 2019/20                        | FC Den Bosch   | Nederland      | Eerste divisie | 10         | 1          | 0     | 0     | 10     | 1      |
| 2020/21                        | FC Den Bosch   | Nederland      | Eerste divisie | 19         | 4          | 0     | 0     | 19     | 4      |
| Carrièretotaal                 | Carrièretotaal | Carrièretotaal | Carrièretotaal | 37         | 7          | 0     | 0     | 37     | 7      |
| Bijgewerkt op 16 augustus 2021 |                |                |                |            |            |       |       |        |        |

## Interlandcarrière
| No.                         | Datum                       | Wedstrijd                   | Uitslag                     | Soort wedstrijd             |                             |
| Als speler bij FC Den Bosch | Als speler bij FC Den Bosch | Als speler bij FC Den Bosch | Als speler bij FC Den Bosch | Als speler bij FC Den Bosch | Als speler bij FC Den Bosch |
| --------------------------- | --------------------------- | --------------------------- | --------------------------- | --------------------------- | --------------------------- |
| 1.                          | 26 maart 2021               | Panama – Barbados           | 1 – 0                       | WK-kwalificatiewedstrijden  |                             |
| 2.                          | 31 maart 2021               | Barbados – Anguilla         | 1 – 0                       | WK-kwalificatiewedstrijden  |                             |
| 3.                          | 3 juli 2021                 | Bermuda – Anguilla          | 8 – 1                       | CONCACAF Gold Cup 2021      |                             |